# ルイ・ド・ブルボン＝ソワソン
ルイ・ド・ブルボン＝ソワソン（フランス語：Louis de Bourbon-Soissons, 1604年5月11日 - 1641年7月6日）は、ソワソン伯（在位：1612年 - 1641年）。フランス王ルイ13世のはとこにあたる。反リシュリュー派に属し、対スペイン戦争を支持し、1641年にラ・マルフェーの戦いで殺された。

## 生涯
ソワソン伯シャルル・ド・ブルボンとアンヌ・ド・モンタフィエの間にパリで生まれた。1612年に父の跡を継いでドーフィネの総督に任ぜられ、1631年にはシャンパーニュの総督となった。また、1612年ごろに大侍従（Grand maître de France）に任ぜられた。
1636年、ルイはオルレアン公ガストンやモントレゾール伯クロード・ド・ブールデイユ（en）とともにリシュリュー暗殺と王の廃位を計画したが、失敗に終わった。母后マリー・ド・メディシスもリシュリュー排除の機会は何度もあり、また次男ガストンのために王を廃位しようとしたことがあったが、これにより逮捕され自宅に生涯軟禁されることとなった。
ルイはブイヨン公フレデリック・モーリスとともにスダンに逃亡し（ブイヨン公はスダン公でもあった）、リシュリューに対する陰謀を再び計画し、ブイヨン公はスペインからの軍事支援をとりつけた。
ルイの軍はスダンでガスパール3世・ド・コリニー率いるフランス軍と交戦したが、コリニーは1641年7月6日にスダン郊外のラ・マルフェーの戦いに向かった。11,000人の国王軍のうち600人が殺され、5,500人が捕虜となった一方、ルイの軍はわずかな被害を受けただけであった。これは、泥だらけの道を通ってきた国王軍が遅れて到着したことと、丘の裏側より軍の側面に対し突然に騎兵隊から攻撃を受けたことによるものであった。しかし、ルイは戦いの後に一人の将校に殺された。その将校の身元は分からないままであったが、リシュリューにより差し向けられたとも考えられている。いくつかの文献によると、ルイは装填された銃でかぶとのひさしを持ち上げた時に、誤って自身の頭を撃って亡くなったともいわれている。
ルイはノルマンディーのガイヨンにあるソワソン家の墓所に埋葬された。ソワソン伯領は唯一生存していた妹で、カリニャーノ公トンマーゾ・フランチェスコの妃となっていたマリーが継承した。

## 子女
エリザベト・デザイユ（Élisabeth des Hayes）との間に庶子が1人いる。
- ルイ・アンリ（1640年8月 - 1703年2月8日） - ”バタール・ド・ソワソン”（bâtard de Soissons）[4]、ノワイエ伯およびデュノワ伯。リュクサンブール公フランソワ・アンリ・ド・モンモランシーの娘アンジェリク・クネグンデと結婚[4]。娘ルイーズ＝レオンティーヌはリュイヌ公シャルル＝フィリップ・ダルベール（英語版）と結婚した。